# Paco Marín (actor)
Francisco Andrés Marín Torres (Cieza, Murcia; 22 de marzo de 1974), conocido como Paco Marín, es un actor español. 
Periodistas, (en el personaje de  Chusky), fue la primera serie en la que el gran público reconoció su trabajo y por la que se le otorgó el premio de la Unión de Actores en 1998 . 
Varios títulos cinematográficos como El sueño de Ibiza, Horas de luz, Eso.
Tiene una hija, (Jimena Marín Ballesteros), fruto de la relación que mantuvo con la actriz Elena Ballesteros.

## Filmografía

### Televisión
| Año         | Serie                                    | Canal       | Personaje                  | Notas        |
| ----------- | ---------------------------------------- | ----------- | -------------------------- | ------------ |
| 1998 - 2001 | Periodistas                              | Telecinco   | Juan Salas Calafí "Chusky" | 79 episodios |
| 2004        | 7 vidas                                  | Telecinco   | Nico                       | 1 episodio   |
| 2005 - 2006 | Aquí no hay quien viva                   | Antena 3    | Hugo                       | 3 episodios  |
| 2006        | Tirando a dar                            | Telecinco   |                            | 1 episodio   |
| 2008        | El comisario                             | Telecinco   |                            | 2 episodios  |
| 2011        | Hospital Central                         | Telecinco   | Ignacio                    | 1 episodio   |
| 2011        | Homicidios                               | Telecinco   | Antonio López              | 3 episodios  |
| 2011        | Rocío Dúrcal, volverte a ver             | Telecinco   |                            | 2 episodios  |
| 2012        | Aída                                     | Telecinco   |                            | 1 episodio   |
| 2013        | Frágiles                                 | Telecinco   |                            | 1 episodio   |
| 2013 - 2014 | Cuéntame cómo pasó                       | La 1        | Juan Alba                  | 7 episodios  |
| 2014        | Víctor Ros                               | La 1        | Dr. Pedro Borrás           | 1 episodio   |
| 2014        | Prim, el asesinato de la calle del Turco | La 1        | Sostrada                   | TV Movie     |
| 2014        | Hermanos                                 | Telecinco   |                            | 2 episodios  |
| 2015        | Águila roja                              | La 1        |                            | 1 episodio   |
| 2015 - 2016 | El Príncipe                              | Telecinco   | Robledo                    | 10 episodios |
| 2016        | El secreto de Puente Viejo               | Antena 3    | Gabriel Mella              | 3 episodios  |
| 2016        | El ministerio del tiempo                 | La 1        | Doctor Vigil               | 2 episodios  |
| 2017        | Servir y proteger                        | La 1        | Miguel Osorio              | 29 episodios |
| 2018        | La verdad                                | Telecinco   | Andrés Herrera             | 1 episodio   |
| 2018        | Bajo la red                              | Playz       | Padre de Irene             | 3 episodios  |
| 2019        | Brigada Costa del Sol                    | Telecinco   | Inspector Cifu             | 12 episodios |
| 2021        | Toy Boy                                  | Antena 3    | Padre Triana               | 4 episodios  |
| 2022        | Sequía                                   | RTVE        | Antonio                    | 4 episodios  |
| 2022        | La noche más larga                       | Netflix     | Chema Lopez                | 1 episodio   |
| 2024        | Una vida menos en Canarias               | Atresplayer | Ramón Junquera             | 1 episodio   |
| 2024        | Las Abogadas                             | RTVE        | 3 episodios                |              |

### Cine
- Eso (1996), de Fernando Colomo.
- Trincheras (2001), de Sayago Ayuso.
- El sueño de Ibiza (2002), de Igor Fioravanti.
- Horas de luz (2004), de Manolo Matji.
- Madrid Moscú (2007), de Javier San Román.
- Los chicos el puerto (2014), de Alberto Morais.
- Distopia (2014), de Koldo Serra.
- The Real Pearl Queen (2020), de Miguel Ángel Romero.
- Dama blanca (2020), de Elena Marcelo.